# 姿三四郎 (電影)
電影《姿三四郎》（日语：すがたさんしろう）乃根據日本小說家富田常雄長篇小說《姿三四郎》改編拍攝，由於此小說曾數度被拍成電影和電視劇，本條目主要說明知名導演黑澤明在1943年（昭和18年）之處女作《姿三四郎》，並敘述其後數度改編的其他電影作品。

## 黑澤明作品（1943年）
《姿三四郎》乃黑澤明躍上影壇的處女作。1942年小說家富田常雄出版長篇小說《姿三四郎》，獲得許多迴響。當時東寶的製作人森田信義極力爭取拍攝成電影，不過松竹、大映等電影公司也同時向富田交涉。最終東寶獲得了電影拍攝權，而在森田妻子的力薦之下，交由黑澤明執導。該部電影上映前接受當局審查，審查官之一的知名導演小津安二郎曾讚嘆說：「若100分是滿分的話，這齣電影可拿120分。」

### 劇情提要
明治15年（1882年）姿三四郎前往拜訪柔術師父門馬三郎，希望拜入其門下，沒料到門馬與其門人和修道館的矢野正五郎進行一場搏鬥。提倡柔道的矢野一舉擊敗代表柔術的門馬，於是姿三四郎下決定改拜矢野為師。原本姿三四郎血氣方剛、在外惹事生非，在矢野有心的栽培下，他變成一個謙虛的武術高手，也成為修道館的四大天王之一。不久姿三四郎代表師父矢野接受門馬的挑戰，卻將門馬擊斃。接著與柔術派大師村井對陣，另一柔術派高手檜垣要求與姿三四郎對決，如果贏了就娶村井的女兒小夜為妻，但被前者拒絕。比武當天，老態龍鍾的村井用盡力氣與姿三四郎拚搏，卻仍敗下陣來。
失敗的村井自此臥病在床，卻因姿三四郎的風範與之成為好友。村井臨死的那一日，檜垣要求與姿三四郎對決，於是兩人在右京草原上使出渾身解數互鬥。姿三四郎一度落居下風，旋即想起人生與武術之真義，打敗了檜垣。

### 演員
- 矢野正五郎：大河内傳次郎
- 姿三四郎：藤田進
- 村井小夜：轟夕起子
- 阿澄：花井蘭子
- 檜垣源之助：月形龍之介（大映）
- 村井半助：志村喬
- 飯沼恆民：青山杉作
- 三島總監：菅井一郎
- 門馬三郎：小杉義男
- 和尚：高堂國典
- 八田：瀨川路三郎
- 壇義麿：河野秋武
- 戶田雄次郎：清川莊司
- 津崎公平：三田國夫
- 新關虎之助：中村彰
- 根本：坂内永三郎
- 虎吉：山室耕

### 拍攝製作人員
- 企劃：松崎啟次
- 導演：黑澤明
- 腳本：黑澤明
- 原作：富田常雄
- 攝影：三村明
- 美術：戶塚正夫
- 錄音：樋口智久
- 燈光：大沼正喜
- 音樂：鈴木靜一
- 導演助理：杉江敏男
- 剪輯：後藤敏男
- 底片沖洗：東寶現像所

### 1952年版

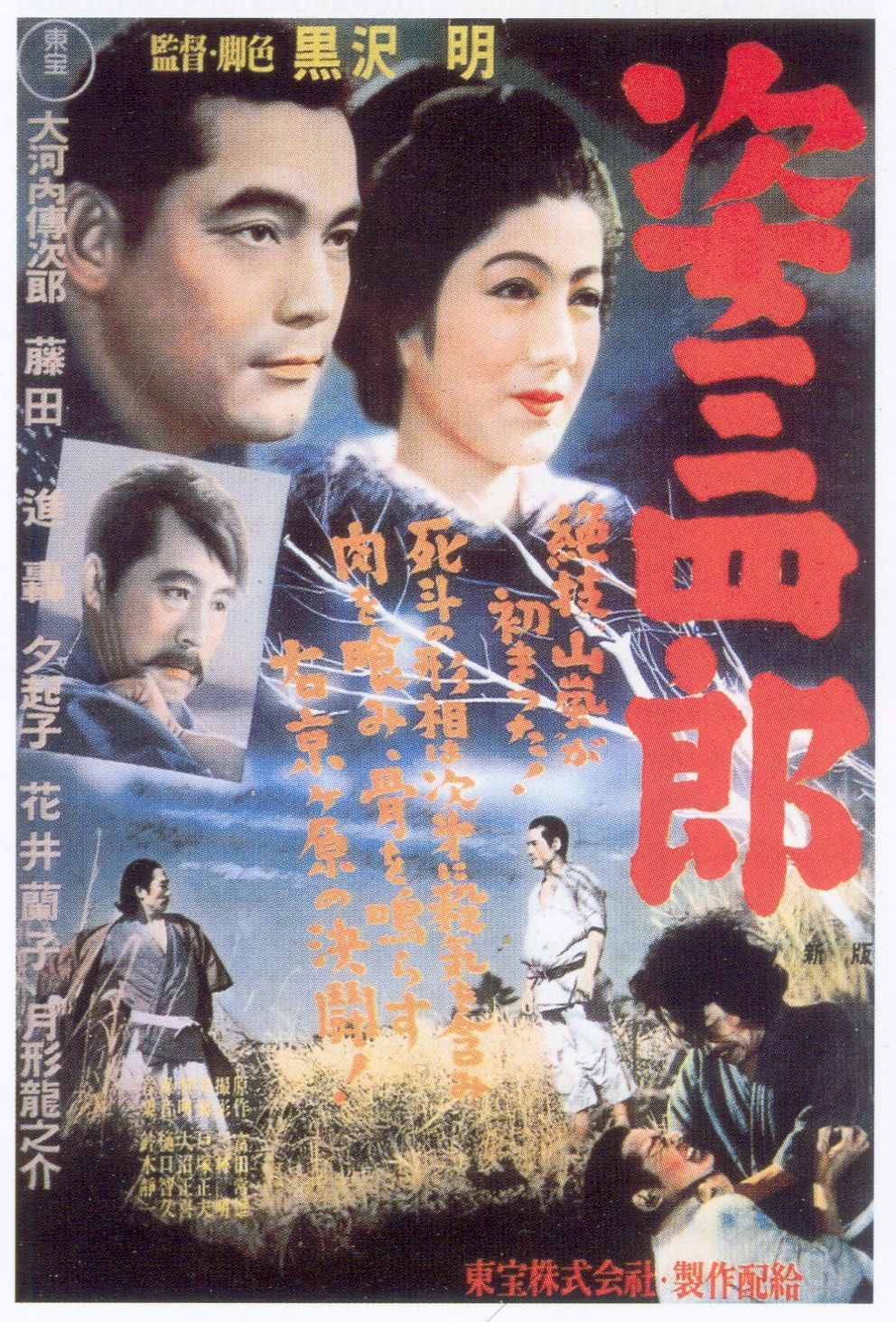
再度公開播映時的海報

原先該片初次公開播映時，片長為97分鐘。但翌年昭和19年（1944年）受到電力節約的規定，每一部片的播映時間被限制在80分鐘內。在製作小組不知情的情況下，該片被大幅度地刪剪，遭剪除的底片也不知去向。戰後昭和27年（1952年）再次公開上映，反而變成79分鐘的縮減版，於是發行公司東寶在片頭補上字幕，說明整件事的來龍去脈；後來發行的錄影帶和鐳射影碟多半是1952年後製作的縮減版。遭到刪剪的部分主要是姿三四郎受師父矢野正五郎特訓、姿三四郎與檜垣源之助在草原上纏鬥等的畫面，還有一些場景與對白被剪除。

### 2002年版
在蘇聯解體時，有日本人前往俄羅斯調查時發現了該片遭剪除的部分底片，片長約10分鐘。原來此段底片原屬滿州國之物，二戰結束後被蘇聯當作資料而取走。平成14年（2002年）發行的DVD特別加入此段，總片長達91分鐘。

## 重新拍攝作品

### 1955年版
第一集在1955年1月27日、第二集在同年2月1日公開上映：
- 製作：東映東京撮影所
- 發行：東映
- 10卷2,411m（第一集） / 11卷2,520m（第二集） / 黑白片
- 企劃：松崎啟次
- 導演：田中重雄
- 導演助理：鈴木敏郎
- 腳本：窪田篤人、青木義久
- 原作：富田常雄
- 攝影：西川庄衛
- 音樂：高田信一
- 美術：田邊達
- 錄音：大谷政信
- 燈光：元持秀雄
- 剪接：長澤嘉樹
- 場記：吉峰甲子夫
- 照相：永島親文

#### 演員
- 第一集：
  - 姿三四郎：波島進
  - 村井乙美：宮城野由美子
  - 南小路高子：高千穗緋優
  - 檜垣源之助：植村謙二郎
  - 村井半助：小澤榮太郎
  - 香車之安：花澤德衛
  - 戶田雄次郎：高木二朗
  - 壇義麿：山本麟一
  - 矢野正五郎：山村聰
  - 田川之仙：山岡久乃
  - 木島太郎：清水元
  - 阿咲：星美智子
  - 谷干城：明石潮
  - 南小路光康：小島洋洋
  - 津崎公平：岩上瑛
  - 飯沼恆民：山形勳
  - 門馬三郎：萩原滿
  - 里斯特：鮑伯・布斯
  - 伊草：久保一
- 第二集：
  - 真崎東天：東野英治郎
  - 檜垣鐵心：菅沼正
  - 檜垣源三郎：登川透
  - 左文字大三郎：若松玲二
  - 阿銀：關弘子
  - 原門天明：月形哲之介

### 1965年版
1965年5月29日公開上映，一同上映的尚有《日本第一馬屁男》（《日本一のゴマすり男》之暫譯，由古澤憲吾導演、植木等主演）。
- 製作：寶塚映畫（黑澤製作公司）
- 發行：東寶
- 11卷4,340m / 黑白片
- 製作：黑澤明、田中友幸
- 導演：内川清一郎
- 腳本：黑澤明
- 原作：富田常雄
- 攝影：小泉福造
- 音樂：佐藤勝
- 美術：水谷浩
- 錄音：鴛海晄次
- 燈光：下村一夫
- 剪接：庵原周一
- 照相：秦大三
- 場記：梶山弘子
- 製作擔當：沖原俊哉
- 導演助理：竹前重吉
- 音效：下永尚
- 武術指導：久世龍

#### 演員
- 姿三四郎：加山雄三
- 檜垣源三郎：山崎努
- 檜垣源之助、檜垣鐵心：岡田英次
- 門馬三郎：伊藤雄之助
- 門馬阿澄：原知佐子
- 村井半助：加東大介
- 村井小夜：九重佑三子
- 和尚：左卜全
- 左文字大三郎：波里達彥
- 壇義麿：松枝錦治
- 新關虎之助：青山宏
- 戶田雄次郎：青木義朗
- 津崎公平：兒玉謙次
- 根本：有澤陽司
- 虎吉：千葉敏郎
- 阿姿：飯田蝶子
- 飯沼恆民：佐佐木孝丸
- 三島總監：志村喬
- 矢野正五郎：三船敏郎

### 1970年版
1970年7月25日公開播映。
- 製作：松竹大船撮影所
- 發行：松竹
- 6卷2,402m / 彩色片
- 製作：江夏浩一、園山蕃里
- 導演、脚本：渡邊邦男
- 原作：富田常雄
- 攝影：西前弘
- 音樂：牧野由多可
- 美術：木村晃麿
- 錄音：安田進
- 燈光：飯沼小彥
- 剪接：辻井正則

#### 演員
- 姿三四郎：竹脇無我
- 矢野正五郎：高橋幸治
- 早乙美：新藤惠美
- 戶田雄次郎：森次浩司
- 壇義麿：小澤忠臣
- 津崎公平：大下哲矢
- 檜垣源之助：高城丈二
- 村井半助：堀雄二
- 玄妙和尚：曾我廼家明蝶
- 門馬三郎：加賀邦男
- 阿澄：榊原史子
- 君香：白木瑪麗

### 1977年版
1977年10月29日公開上映。
- 製作：東寶映畫
- 發行：東寶
- 10卷3,913m / 143分鐘 / 彩色CinemaScope
- 製作：貝山知弘
- 企劃協力：池田一朗
- 導演：岡本喜八
- 導演助理：山下賢章
- 脚本：隆巴、岡本喜八
- 原作：富田常雄
- 攝影：木村大作
- 音樂：佐藤勝
- 美術：阿久根巖
- 錄音：田中信行
- 音效：東寶錄音中心
- 特效：東寶效果集團
- 燈光：小島真二
- 剪接：黑岩義民
- 照相：石月美德
- 武術指導：宇仁貫三
- 製作擔當：森知貴秀
- 底片沖洗：東京現像所

#### 演員
- 姿三四郎：三浦友和
- 村井乙美：秋吉久美子
- 檜垣源之助：中村敦夫
- 檜垣鐵心：矢吹二朗
- 檜垣源三郎：宮内洋
- 三島通庸：田崎潤
- 南小路高子：神崎愛
- 門馬三郎：中谷一郎
- 門馬魚澄：淺野裕子
- 阿仙：草笛光子
- 阿門：岸田今日子
- 安吉：田中邦衛
- 折口大助：岸田森
- 南小路光康：蘆田伸介
- 飯沼恆民：丹波哲郎
- 玄妙和尚：森繁久彌
- 村井半助：若山富三郎
- 矢野正五郎：仲代達矢

## 內部連結
- 世嘉三四郎
- 姿三四郎 (电视剧)

## 外部連結
- 互联网电影数据库（IMDb）上《姿三四郎》的资料（英文）